# Breg (rivier)
De Breg is de langste bronrivier van de Donau.  Ze ontspringt in het Zwarte Woud, op 1078 m hoogte, nabij Furtwangen, in de Duitse deelstaat Baden-Württemberg. Na 49 km vloeit ze, na ook door Vöhrenbach gestroomd te hebben, in het stadje Donaueschingen samen met de Brigach vanwaar de twee samen de Donau heten.
Het stroomgebied van de Breg beslaat 291,2 km² en de bron ligt op slechts ongeveer 100 meter van de Europese waterscheiding. Slechts een 900 m verder ontspringt de Elz, die in de Rijn uitmondt.
Daar de Breg zo'n 6 km langer is dan de Brigach (de andere bron van de Donau) kan zij met recht aangemerkt worden als de werkelijke Donaubron.
- Virtual International Authority File: 3144782933298480311